# Municipio de Frankfort (condado de Will)
El municipio de Frankfort (en inglés: Frankfort Township) es un municipio ubicado en el condado de Will en el estado estadounidense de Illinois. En el año 2010 tenía una población de 57055 habitantes y una densidad poblacional de 598,11 personas por km².

## Geografía
El municipio de Frankfort se encuentra ubicado en las coordenadas 41°30′49″N 87°50′47″O / 41.51361, -87.84639. Según la Oficina del Censo de los Estados Unidos, el municipio tiene una superficie total de 95.39 km², de la cual 95.32 km² corresponden a tierra firme y (0.07%) 0.07 km² es agua.

## Demografía
Según el censo de 2010, había 57055 personas residiendo en el municipio de Frankfort. La densidad de población era de 598,11 hab./km². De los 57055 habitantes, el municipio de Frankfort estaba compuesto por el 91.72% blancos, el 3.01% eran afroamericanos, el 0.14% eran amerindios, el 2.7% eran asiáticos, el 0.02% eran isleños del Pacífico, el 1.16% eran de otras razas y el 1.25% pertenecían a dos o más razas. Del total de la población el 5.44% eran hispanos o latinos de cualquier raza.